# Tuberaphis macrosoleni
Tuberaphis macrosoleni är en insektsart. Tuberaphis macrosoleni ingår i släktet Tuberaphis och familjen långrörsbladlöss. Inga underarter finns listade i Catalogue of Life.